# Typhon Lupit (2003)
Pour les articles homonymes, voir Cyclone tropical Lupit.
Le super typhon Lupit, connu aux Philippines sous le nom de typhon Yoyoy, est un cyclone tropical ou typhon qui a détruit l'approvisionnement en nourriture et en eau, endommagé des bâtiments et provoqué une forte érosion des côtes de plusieurs îles de l'État de Yap dans les États fédérés de Micronésie. Il s'est formé le 18 novembre 2003 à partir du creux de la mousson situé à l'ouest des îles Marshall. Au début de son existence, il s'est généralement déplacé vers l'ouest ou l'ouest-sud-ouest. Le 21 novembre, la dépression s'est intensifiée pour donner naissance à la tempête tropicale Lupit, la 21e tempête nommée par l'Agence météorologique japonaise pour la saison des typhons dans le Pacifique en 2003. Deux jours plus tard, il s'est transformé en un typhon et a développé un œil. Lupit a entamé plus tard un mouvement prolongé vers le nord-ouest, au cours duquel il est passé près de plusieurs îles de l'État de Yap. L'intensité maximale du typhon a été atteinte le 26 novembre, avec des vents soutenus de 185 km/h pendant 10 minutes (270 km/h sur une minute). Il est devenu un cyclone extra-tropical au sud du Japon le 2 décembre.
Le typhon Lupit a d’abord touché l'État de Pohnpei avec des vents de la force d'une tempête tropicale, puis a endommagé ou détruit environ 200 maisons dans l’État de Chuuk. Là-bas, de fortes vagues ont inondé les routes et les habitations, tandis que des vents violents ont endommagé les cultures. Les dégâts ont été les plus importants dans l'État de Yap, principalement dans le petit atoll d'Ulithi et l'île de Fais. Sur les deux îles, le typhon a contaminé l’approvisionnement en eau et détruit les récoltes. Les précipitations ont atteint 263 mm sur Ulithi et les rafales ont atteint 158 km/h. Dans l'ensemble des États fédérés de Micronésie, les dommages se sont élevés à environ 1,7 million de dollars, mais il n'y a pas eu de décès. Les dégâts ont incité le gouvernement des États fédérés de Micronésie à déclarer les États de Yap et de Chuuk comme des zones sinistrées. Ils ont également conduit le gouvernement fédéral américain a émettre une déclaration de catastrophe. Alors que Lupit devenait extratropical, il est devenu le premier typhon en décembre à menacer le Japon en 13 ans. La tempête y a provoqué des glissements de terrain et des annulations de vols.

## Évolution météorologique
Le typhon Lupit a ses origines dans une perturbation tropicale qui a persisté dans le creux de mousson le 14 novembre au nord-est de l'atoll de Kwajalein dans les îles Marshall. Il se caractérise alors par une faible circulation atmosphérique avec convection pulsée (orages) et de faibles flux d'air. Ce système dérive au sud-ouest sans beaucoup d'organisation. Le 17 novembre, la circulation atmosphérique s’intensifie, bien que la convection ne puisse initialement pas persister. Le lendemain, le flux augmente vers le nord-est et les orages se développent sur le centre.
Le 18 novembre, vers 12 h UTC, l'Agence météorologique du Japon classe le système, situé à l'ouest des îles Marshall, en tant que dépression tropicale. En raison du faible cisaillement du vent, le Joint Typhoon Warning Center émet une alerte à la formation de cyclones tropicaux, indiquant qu'une cyclogénèse tropicale est probable. Tard le 19 novembre, le Joint Typhoon Warning Center publie son premier avis sur cette dépression tropicale, numérotée 26W, alors que le système se situe à environ 465 km à l'est-nord-est de Pohnpei,.
Avec une crête subtropicale située au nord, la dépression se dirige vers l'ouest-sud-ouest lors de sa formation. Dans la soirée du 20 novembre, le Joint Typhoon Warning Center transforme la dépression en une tempête tropicale à la suite d'une augmentation de la convection profonde, bien que les orages se situent au sud du centre. Le 21 novembre, après que le phénomène météorologique ait tourné plus à l'ouest et se situe au nord-ouest de Pohnpei, l'agence japonaise reclasse également la dépression en tempête tropicale, sous le nom de Lupit,.
Les flux d'air augmentent progressivement et un œil se forme de façon évidente le 22 novembre. À peu près au même moment, Lupit passe à environ 165 km au nord de l’État de Chuuk. Sur la base du développement d'un œil de 30 km de diamètre, le Joint Typhoon Warning Center rehausse Lupit en typhon ce même jour et l'agence japonaise lui emboîte le pas le 23 novembre. À ce moment la tempête passe près des Îles Carolines et s'intensifie. Le typhon tourne brièvement vers l'ouest-sud-ouest, avant que la crête en se renforçant au sud-est ne change la direction de Lupit vers le nord-ouest.
À mesure que le typhon se renforce, l’œil devint de plus en plus marqué et passe à bonne distance du sud de Guam. Le 25 novembre, Lupit passe à environ 315 km au nord des îles Yap, dans les États fédérés de Micronésie. Le lendemain, le Joint Typhoon Warning Center définit le système en tant que super typhon, c'est-à-dire une tempête avec des vents soutenus atteignant sur une minute une moyenne de 240 km/h ou plus. Le 26 novembre, l'Agence météorologique du Japon estime que Lupit a atteint des vents d'une vitesse moyenne sur 10 minutes de 185 km/h dans la mer des Philippines. Le lendemain, cet organisme estime la moyenne des vents sur une minute à 270 km/h. Le 27 novembre, après que la tempête eut pénétré dans la zone de responsabilité de l'Administration des services atmosphériques, géophysiques et astronomiques des Philippines, celle-ci classe le système en tant que super typhon et le nomme Yoyoy.
Aux environs de son intensité maximale, le typhon Lupit a de bons chenaux d'écoulement vers le nord et le sud. Il a un œil de 26 km de diamètre et la tempête s'étend sur plus de 740 km de diamètre. Après avoir atteint son sommet d'intensité, Lupit subit un cycle de remplacement de l’œil, ce qui entraîne une diminution du flux d'air dans le cyclone et de la convection autour de l'œil. Un affaiblissement constant commence le 28 novembre, s’accélérant avec l’augmentation du cisaillement du vent et, tard dans la journée, il s’affaiblit au-dessous du statut de super typhon.
Lupit est entré dans une zone de faiblesse de la crête subtropicale, entraînant un changement de direction vers le nord puis vers le nord-est dans une zone aux eaux plus froides et à l'air plus sec. La vitesse de déplacement du typhon s’accélère dans les vents d'ouest et l'air sec entre dans la circulation alors que la convection diminue rapidement. Lupit s’affaiblit en tempête tropicale le 1er décembre alors qu'il se déplace au nord-est de la côte sud-est du Japon. Ce jour-là, le Joint Typhoon Warning Center publie son dernier avis concernant la tempête. Le 2 décembre, l'Agence météorologique du Japon déclare que Lupit est devenu un cyclone extratropical. Le lendemain, le système se dissipe au large de la côte est du Japon.

## Impact

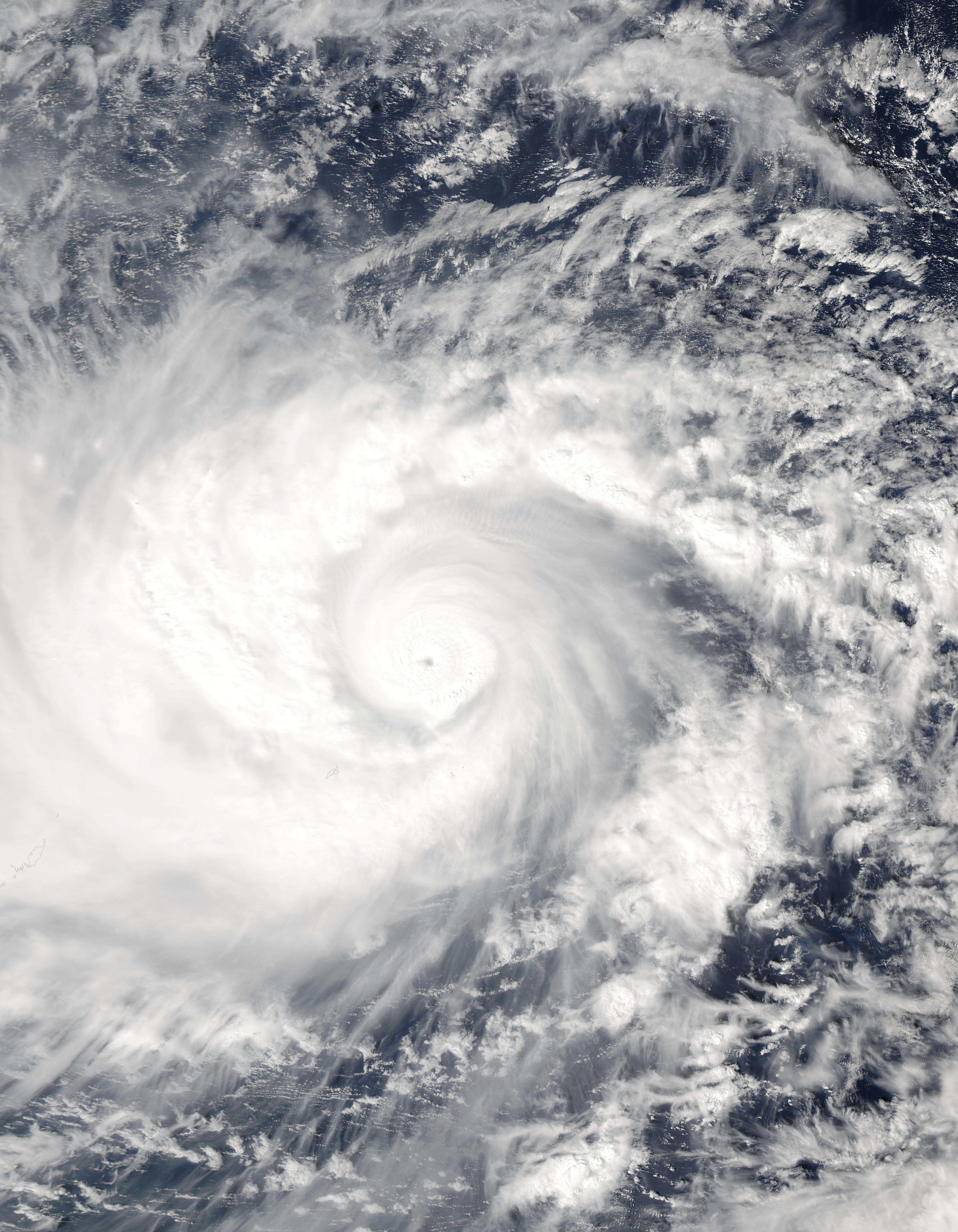
Typhon Lupit dans le pacifique nord à l'est de Guam. Image MODIS en couleurs réelles.

Le 21 novembre, au moment où la tempête tropicale s’intensifie, Lupit touche l'État de Pohnpei. Il passe à environ 120 km au nord d’Oroluk. Les rafales de vent atteignent un maximum de 69 km/h et elles sont accompagnées de 160 mm de pluie. Les 22 et 23 novembre, la tempête devenue un typhon atteint l'État de Chuuk dans les États fédérés de Micronésie. Dans les îles Hall et à Onoun, les vents atteignent 112 km/h mais la quantité de pluie augmente légèrement (195 mm). Le gouvernement de l'État de Chuuk aide les habitants des zones basses à évacuer. De fortes vagues inondent des maisons et endommagent des routes et des digues. Un bateau est un temps porté disparu. Environ 200 maisons sont endommagées ou détruites et de nombreuses autres sont laissées dans un état insalubre, avec un approvisionnement en eau contaminé ou un manque de nourriture. Les vents violents ont abattu des bananiers et des palmiers, et l'eau de mer a endommagé ou détruit toutes les cultures vivrières des îles touchées,.
Les 24 et 25 novembre, le typhon a touché une grande partie de l'État de Yap dont Woleai, Ifalik, Eauripik, Lamotrek et Satawal. Il y a produit des submersions marines pouvant atteindre 1 m de haut et une importante érosion des plages. Les récoltes ont été sévèrement impactées, notamment à Ifalik où le sel a rendu les sols impropres à l'agriculture pendant deux ans. Les ressources en eau ont été également souvent contaminées par le sel. À Woleai, la tempête a abattu des arbres et des lignes électriques, et la piste d'aviation a été fermée pendant une semaine après avoir été recouverte d’eau.
L'œil du typhon Lupit est passé près de l'atoll d'Ulithi et de l'île de Fais. À Ulithi, les stations météorologiques ont relevé des rafales de vent de 158 km/h et 263 mm de précipitations. À Fais, les rafales de vent ont atteint 185 km/h à 200 km/h et ont été accompagnées de 100 mm de pluie. En ces deux lieux, des vagues de 4,2  à   5,5 m ont provoqué une importante érosion des plages et les embruns ont contaminé les réservoirs d'eau. À Ulithi, des zones situées le long de la côte ont été inondées jusque sur une hauteur de 1,5 m. À Fais, les inondations ont été limitées car l'île est un atoll surélevé. Plusieurs bâtiments ont été endommagés, principalement au niveau des toits, et des réservoirs n'ont pas résisté. Les cultures ont été détruites sur Ulithi et sur Fais et il a été estimé que le sol serait impropre à la culture pendant au moins un an,,.
Les dégâts ont été moins importants dans les îles Yap, où les vents ont atteint une vitesse de 93 km/h et les précipitations se sont élevées à 128 mm sur une période de 24 heures. Des arbres sont tombés et les cultures ont été endommagées, tandis que la submersion marine a concerné certaines zones. L'érosion des plages des îles Yap est restée modérée mais certaines digues et routes côtières ont été endommagées.
Le typhon Lupit a causé des dommages pour une valeur de 1,7 million de dollars dans l'ensemble des États fédérés de Micronésie, sans faire de morts ni de blessés graves. Après la tempête, à la requête des gouverneurs respectifs des États de Yap et de Chuuk, le gouvernement des États fédérés de Micronésie y a déclaré l'état d'urgence. Le gouvernement a envoyé de l'eau dans les zones touchées via une compagnie aérienne privée, mais les pistes endommagées n'en ont pas permis la livraison dans 60 % des cas. Un bateau gouvernemental a également été utilisé pour livrer des fournitures, mais son moteur a été endommagé. Après réparation, le bateau a livré 25 312 litres d'eau et 730 sacs de riz. Le 19 décembre, le président des États-Unis, George W. Bush, déclare l'État de Yap en tant que zone de désastre, attribuant des fonds à la réparation des bâtiments publics endommagés et à l'élimination des débris. La Agence fédérale des situations d'urgence a également fourni une aide alimentaire d'urgence à neuf îles de l’État de Yap, y compris Ulithi et Fais. Le Bureau de la coordination des affaires humanitaires de l'Nations Unies a fait don de 10 000 dollars pour l'achat de fournitures dans les zones les plus touchées. Dans le cadre de l'opération Christmas Drop, des unités de l'armée de l'air américaine ont envoyé quatre avions dans diverses îles avec des fournitures et cadeaux, y compris dans les zones touchées par le typhon.
Lupit devient un cyclone extratropical au moment où il atteint les îles japonaises de Chichi-jima et Hachijō-jima où il produit des rafales de vent d'environ 130 km/h. La tempête entraîne de fortes précipitations sur l'ensemble du Japon, culminant à 288 mm dans la Sous-préfecture d'Ōshima. Dans les îles d'Izu, les fortes pluies ont provoqué des glissements de terrain et des inondations qui ont touché huit bâtiments. Les vents ont atteint 83 km/h à Miyake-jima. À Yaku-shima, cinq vols ont été annulés en raison du typhon.